# Sowjetische Badmintonmeisterschaft 1990
Die Sowjetische Badmintonmeisterschaft 1990 war die 28. Austragung der nationalen Titelkämpfe im Badminton in der UdSSR. Sie fand bereits im Dezember 1989 in Kiew statt.

## Sieger
| Disziplin    | Sieger                              |
| ------------ | ----------------------------------- |
| Herreneinzel | Nikolai Sujew                       |
| Dameneinzel  | Elena Rybkina                       |
| Herrendoppel | Andrei Antropow Nikolai Sujew       |
| Damendoppel  | Vlada Chernyavskaya Elena Rybkina   |
| Mixed        | Vitaliy Shmakov Vlada Chernyavskaya |